# Winnipeg Monarchs (WHL)
Winnipeg Monarchs byl kanadský juniorský klub ledního hokeje, který sídlil ve Winnipegu v provincii Manitoba. V letech 1967–1977 působil v juniorské soutěži Western Canada Hockey League. Zanikl v roce 1977 přestěhováním do Calgary, kde byl vytvořen tým Calgary Wranglers. Své domácí zápasy odehrával v hale Winnipeg Arena s kapacitou 10 100 diváků. Klubové barvy byly červená a bílá.

## Historické názvy
Zdroj: 
- 1967 – Winnipeg Jets
- 1973 – Winnipeg Clubs
- 1976 – Winnipeg Monarchs

## Přehled ligové účasti
Zdroj: 
- 1967–1968: Western Canada Junior Hockey League
- 1968–1976: Western Canada Hockey League (Východní divize)
- 1976–1977: Western Canada Hockey League (Centrální divize)